# Церје Летованићко
Церје Летованићко је насељено место у општини Лекеник, у Туропољу, Хрватска, до нове територијалне организације у саставу бивше велике општине Сисак.

## Становништво
| Националност       | 1991.        |
| Хрвати             | 173 (97,74%) |
| Срби               | 0            |
| Југословени        | 0            |
| остали и непознато | 4 (2,25%)    |
| Укупно             | 177          |